# Klasztor Ottobeuren
Klasztor Ottobeuren – barokowy klasztor benedyktynów, znajdujący się w bawarskiej gminie Ottobeuren.

## Historia
Około 764 roku landgraf Silach i jego żona Ermenswint przekazali mnichom z Sankt Gallen i Reichenau darowiznę pod założenie klasztoru. W 769 Karol Wielki nadał zakonnikom przywilej wyboru opata i wójta kościelnego oraz zwolnienia z opłat celnych. Około 830 roku przebywało tu ok. 22 mnichów, lecz w ciągu IX wieku ich liczba wzrosła do ponad stu. Znaczenia opactwa wzrosło w latach 972–973, gdy biskup Ulryk z Augsburga na krótko przejął obowiązki opata i uzyskał dla placówki status majątku cesarskiego od Ottona I Wielkiego. W XII wieku rozwijał się tu zapoczątkowany w Hirsau ruch reformatorski. W XVI uruchomiono tu drukarnię. Opactwo ucierpiało podczas wojny trzydziestoletniej, lecz w XVIII wieku przeżyło ono rozkwit za kadencji opata Ruperta II Neßa, kiedy to wzniesiono barokowe skrzydła klasztorne i nowy kościół, konsekrowany w 1766 roku. 1 grudnia 1802 elektor Maksymilian I Józef Wittelsbach zsekularyzował placówkę, a w 1805 roku jej zabudowania przeszły na własność miejscowej parafii. Część zakonników nie opuściła kompleksu, a w 1834 Ludwik I ustanowił tu przeorat nowo założonego opactwa św. Szczepana w Augsburgu. W 1918 Benedykt XV wyniósł przeorat do rangi samodzielnego opactwa, a 25 listopada 1925 wyniósł kościół śś. Aleksandra i Teodora do godności bazyliki mniejszej. W latach 60. XX wieku kompleks odrestaurowano.

## Bazylika
Główną częścią kompleksu jest barokowa bazylika śś. Aleksandra i Teodora. Kamień węgielny pod jej budowę wmurowano 27 września 1737, a konsekracja miała miejsce w roku 1766. Za jej projekt odpowiadają Simpert Kraemer i Johann Michael Fischer. Nawa główna ma długość 89 m i wysokość 36 m. Dwie wieże, kryte cebulastymi hełmami, wznoszą się na wysokość 82 m. Najcenniejszym elementem wyposażenia jest romański krucyfiks z 1220 roku. Organy wykonało w latach 1952–1957 przedsiębiorstwo G. F. Steinmeyer & Co., pierwotnie składały się z 5 manuałów, pedału i 86 głosów, lecz podczas renowacji z lat 2000–2002 liczbę manuałów zmniejszono do czterech z jednoczesnym zwiększeniem liczby głosów do 92. Dwa mniejsze instrumenty organowe znajdują się po obu stronach prezbiterium, wykonał je w 1766 roku Karl Joseph Riepp. Kościół posiada siedem dzwonów:
| Imię                             | Waga    | Średnica | Ton | Rok odlania | Ludwisarnia                     |
| -------------------------------- | ------- | -------- | --- | ----------- | ------------------------------- |
| Benedicta                        | 423 kg  | 88 cm    | a'  | 1948        | Hahn, Landshut                  |
| Alte Zwölfuhrglocke              | 596 kg  | 101 cm   | g'  | 1577        | von Volmer, Biberach an der Riß |
| Neue Zwölfuhrglocke              | 1122 kg | 120 cm   | f'  | 1986        | Bachert, Bad Friedrichshall     |
| Elfuhrglocke                     | 1422 kg | 132 cm   | d'  | 1948        | Hahn, Landshut                  |
| Kleine Hosanna/ Scheidungsglocke | 2000 kg | 149 cm   | c'  | 1948        | Hahn, Landshut                  |
| Preciosa                         | 3032 kg | 170 cm   | b0  | 1948        | Hahn, Landshut                  |
| Hosanna                          | 4995 kg | 198 cm   | g0  | 1947        | Hahn, Landshut                  |

## Galeria

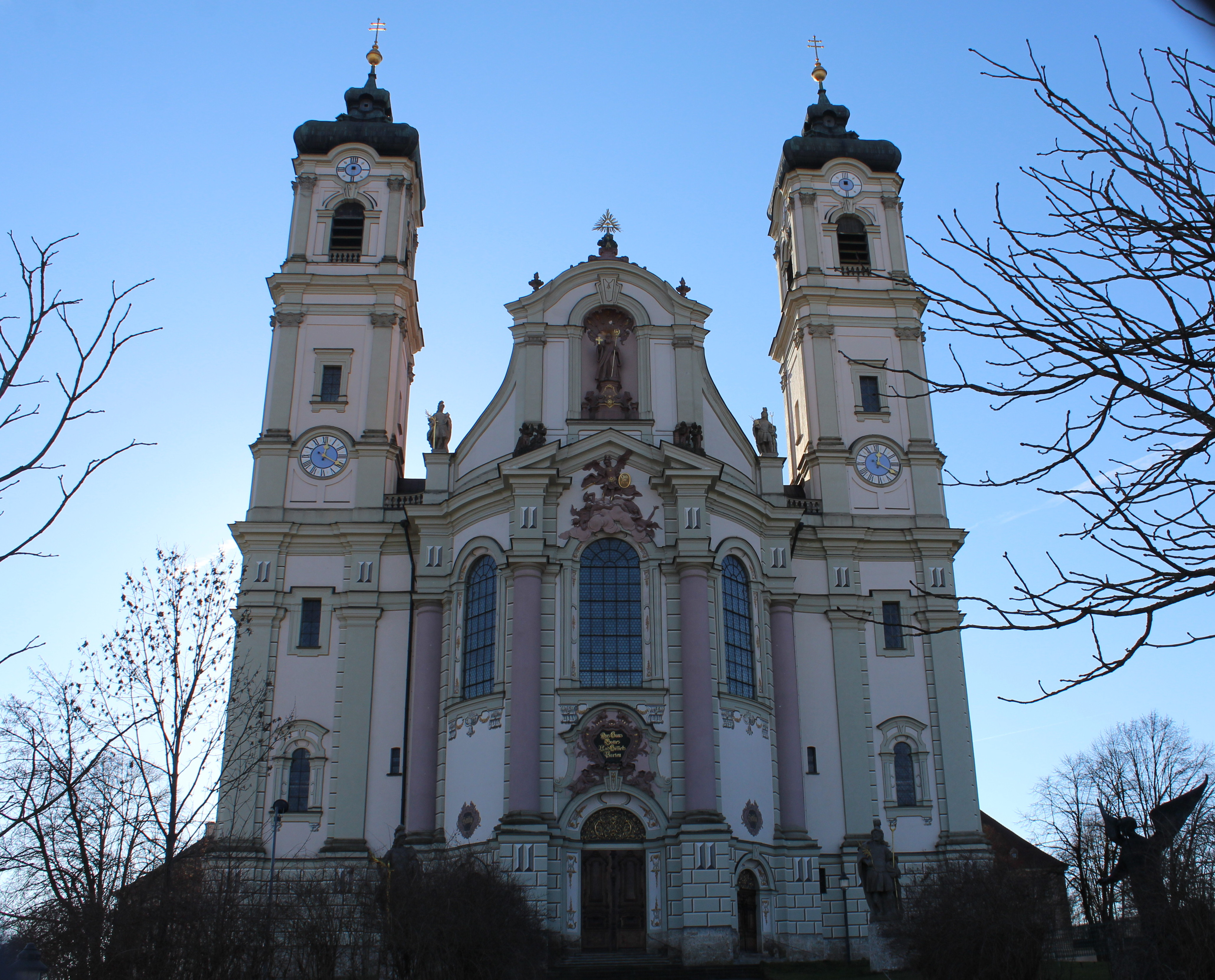
Fasada bazyliki
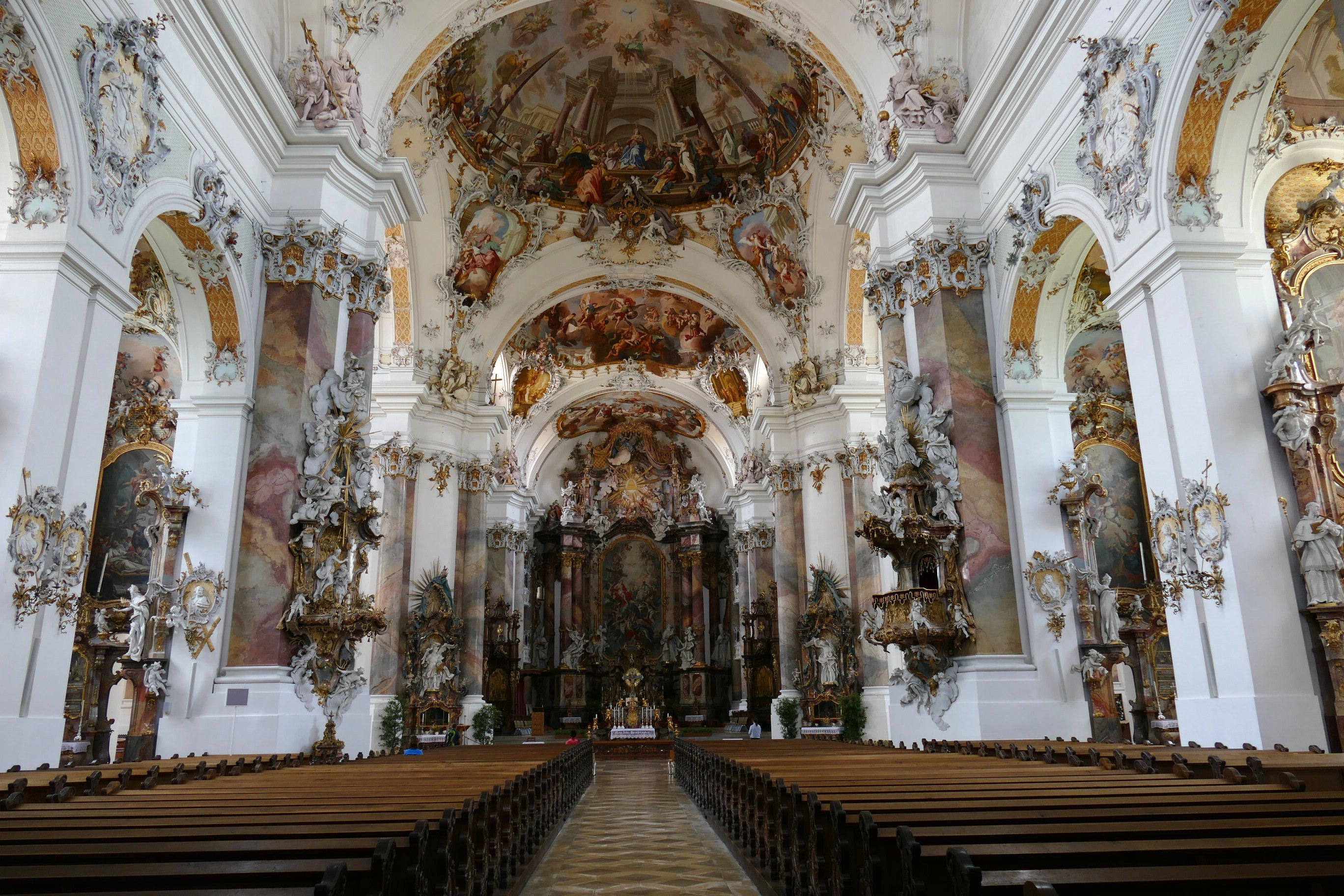
Wnętrze bazyliki
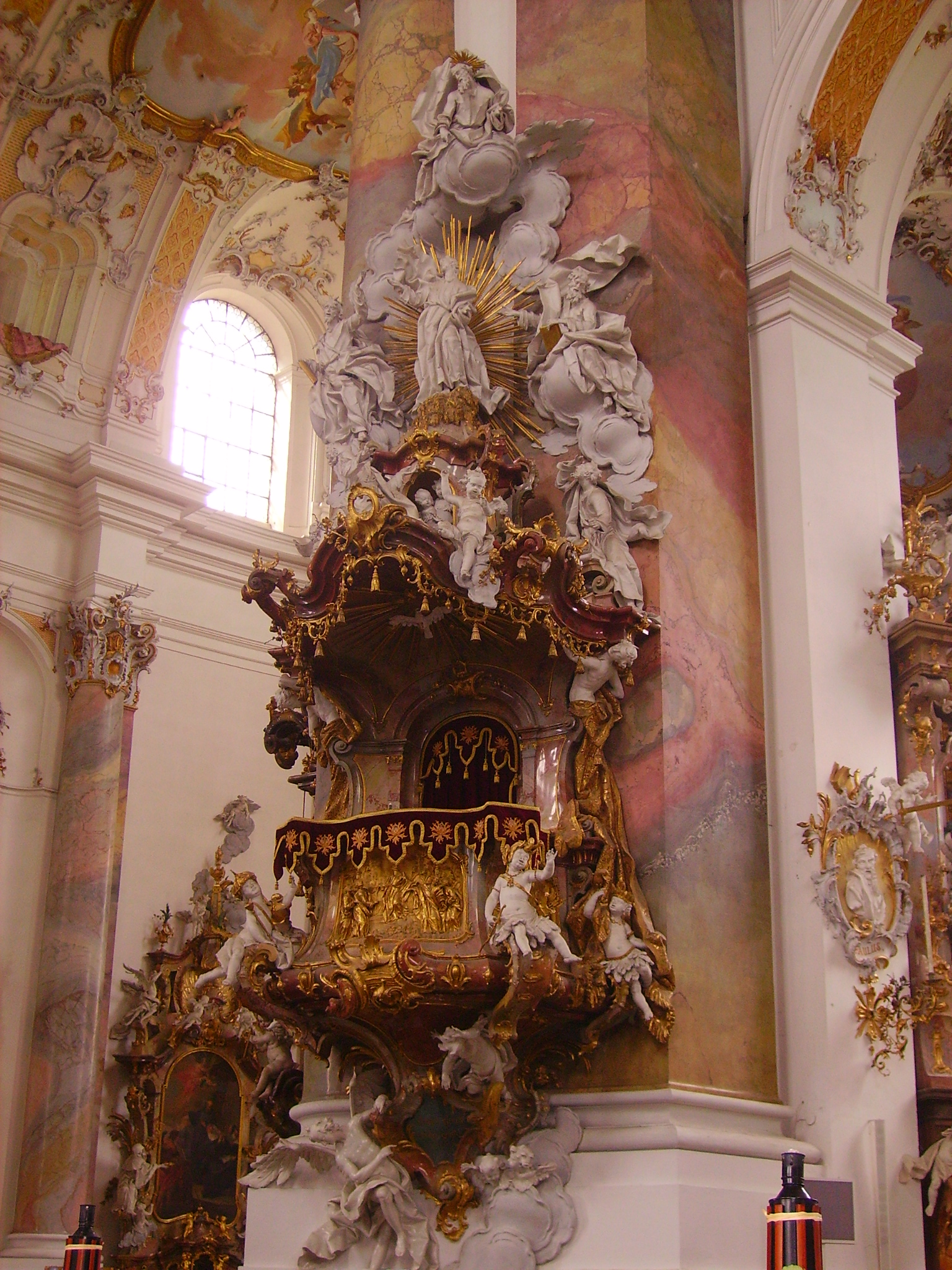
Ambona
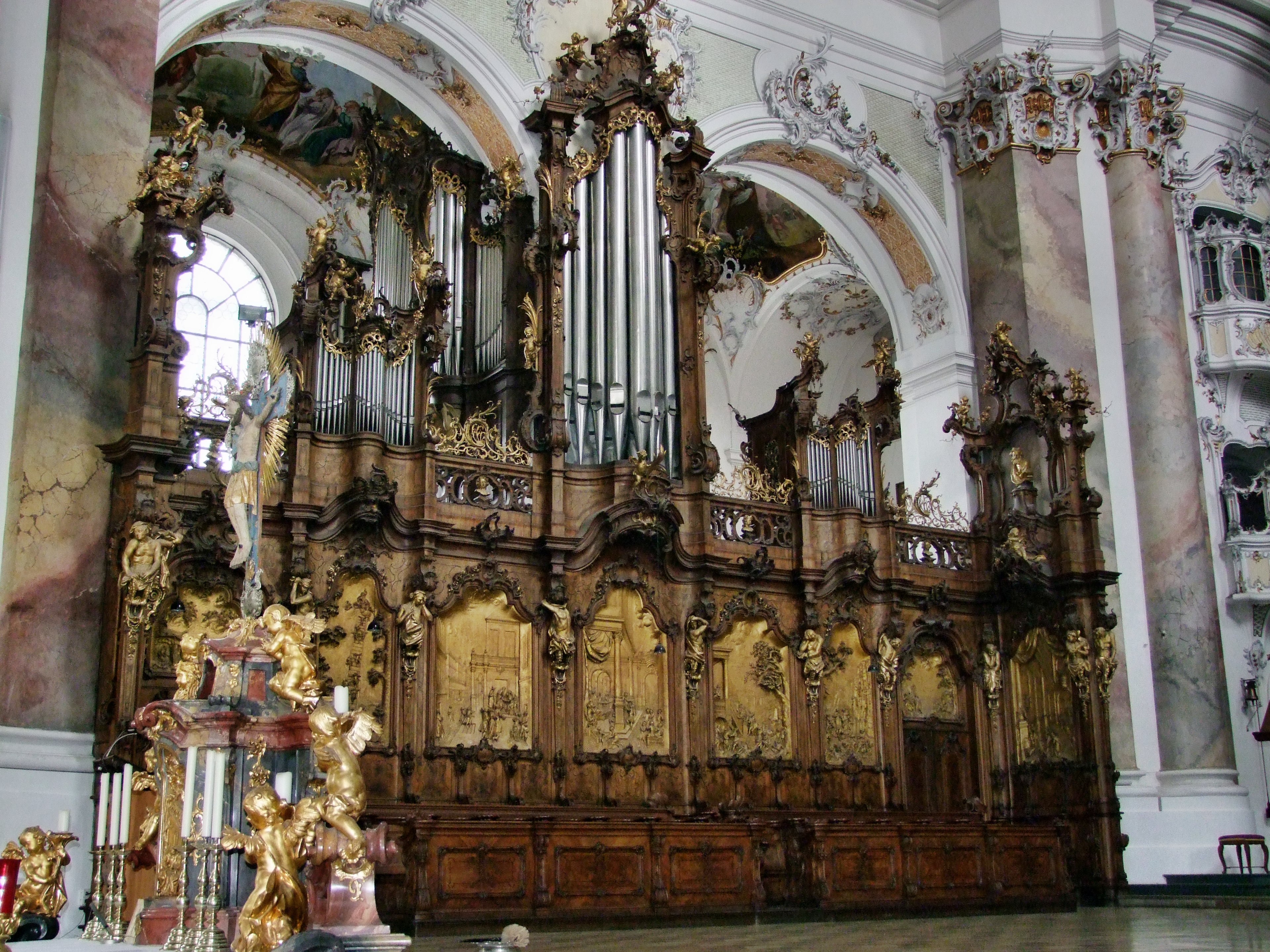
Stalle chórowe i organy Rieppa
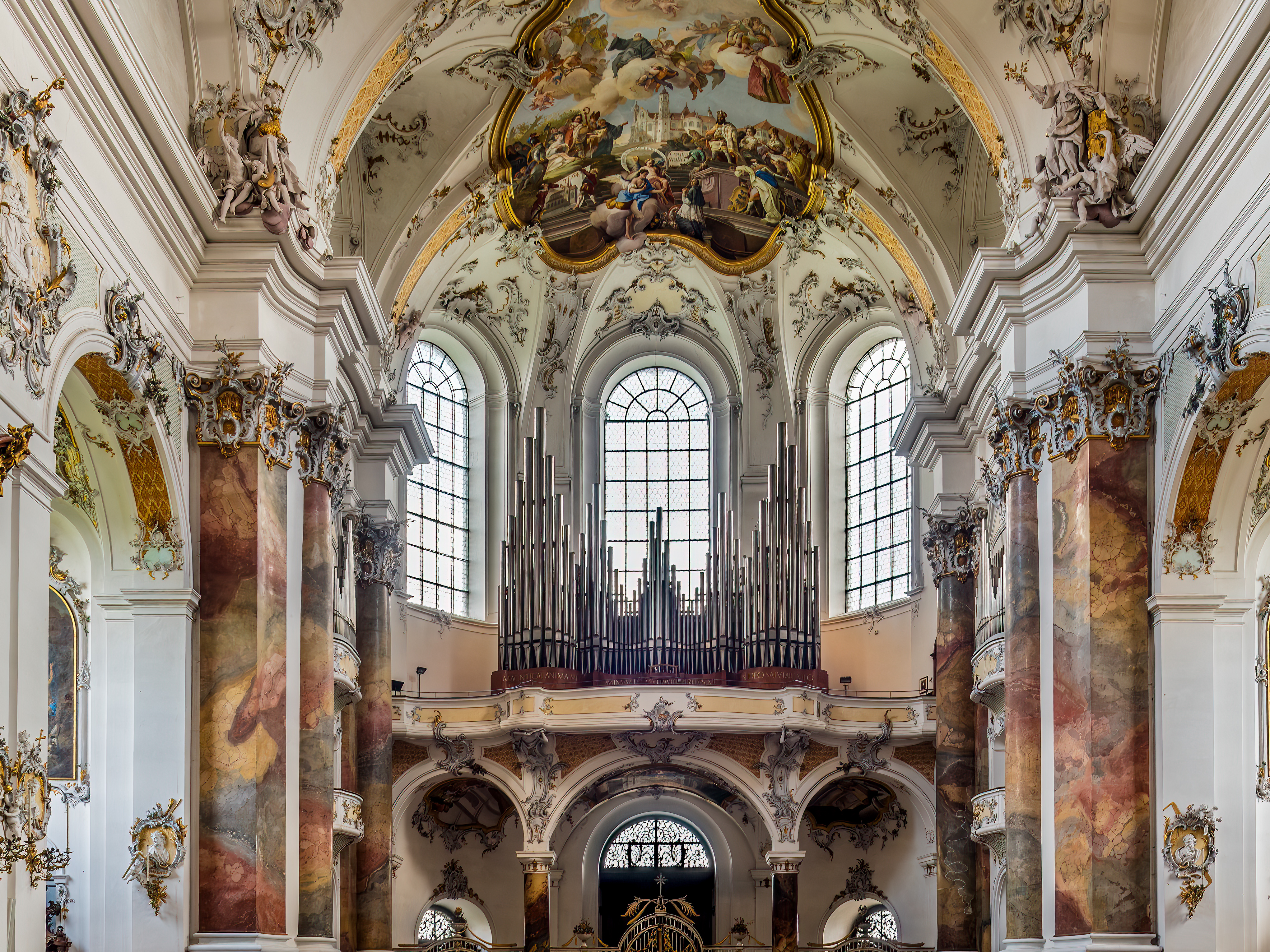
Organy na emporze
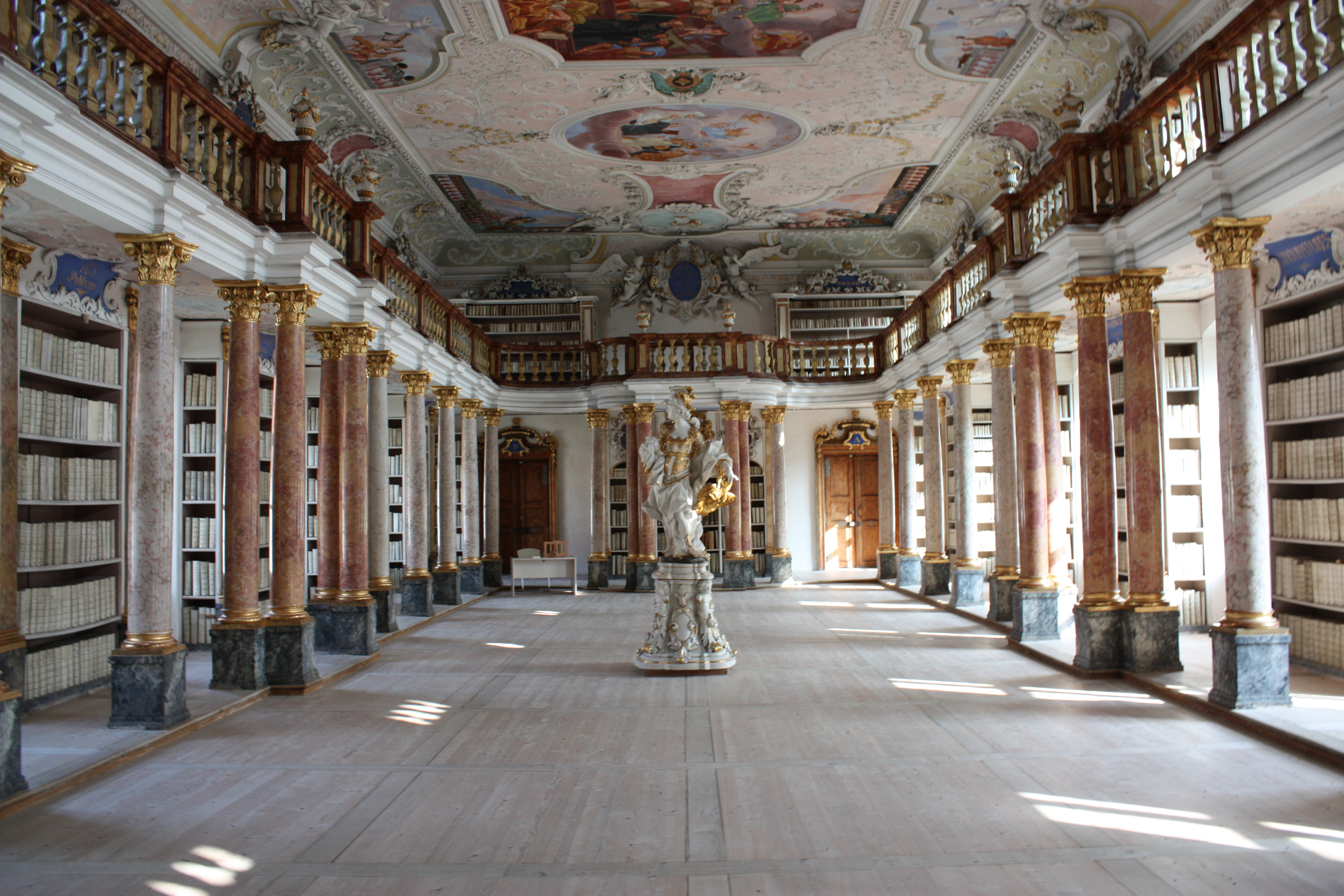
Biblioteka klasztorna